# Gilda Hernández
Gilda Mirella Hernández Pesce (Santiago, 30 de abril de 1935) es una pintora, grabadora y artista visual chilena. Estudió Licenciatura en Arte con mención en Pintura entre los años 1952 y 1957, en la Facultad de Bellas Artes de la Universidad de Chile, donde fue alumna de Matilde Pérez, José Balmes, Gregorio de la Fuente, Gustavo Carrasco, Nemesio Antúnez y Alberto Pérez.

## Biografía
La infancia de Gilda Hernández transcurrió en el campo. Al momento de entrar a estudiar escogió Leyes y al mismo tiempo estudiar en la Escuela de Bellas Artes, ya que afirma que su preocupación esencial era el ser humano, y que quería expresar esto en el arte, sobre todo después de realizar su práctica en la Cruz Roja.
Además profundizó la técnica del grabado, junto a Nemesio Antúnez en el Taller 99, participando en la primera exposición de este taller. En 1958, después de titularse en la Facultad de Bellas Artes de la Universidad de Chile, Gilda Hernández entró a trabajar al Ministerio de Cultura.[cita requerida]
En forma paralela a su labor creativa, se desempeñó como profesora de la Cátedra de Dibujo del Departamento de Artes Plásticas y fue Vicedecana de la Facultad de Artes de la Universidad de Chile.

## Obra
Gilda Hernández entre 1971 y el 1972 comenzó a investigar sobre el espacio y manifestó en varias obras la preocupación hacia el hombre máquina, preocupándole las contradicciones del ser humano. Mostrando en su obra autómatas y personajes de Ray Bradburry, con un claro ahondamiento en el color y en la rigidez que producen las escafandras.
En la bienal de San Juan de Puerto Rico, 1974, los grabados de Gilda Hernández fueron considerados como uno de los puntos más interesantes, recibiendo el apoyo de la crítica especializada y del público.
Realizó largos estudios de especialización en París, donde asistió a la Academia Julián; o en Roma, donde estudió en la Escuela de Bellas Artes y también expuso.

El ser humano y su contradicción inherente. Lo difícil es encontrar el lenguaje indicado para expresarlo. No debe ser anecdótico ni contingente. Tal vez mi lenguaje es hermético porque es muy ambicioso, trato que el ser humano salga obvio, entero. Francamente no me costaría hacer una persona completa, como la estoy viendo, pero se me confunde, se me rompe, se desmiembra. Siento que me faltan las palabras, que no puedo encasillar todo lo que veo.
Gilda Hernández

Es admiradora de Miró, Matta, Boticelli, Paolo Ucello.

### Obras en colecciones públicas
- Documento, óleo sobre tela, 100 x 65 cm. Colección del Museo Nacional de Bellas Artes.
- Informática 382, óleo sobre tela, 103 x 103 cm. Colección de Arte IBM Chile, Santiago, Chile.
- Banco del Trabajo, Chile.
- Banco de Pacífico, Chile.
- Colección de la Escuela de Arte de la Pontificia Universidad Católica de Chile, Santiago, Chile.
- Pontificia Universidad Católica, Santiago, Chile.
- Museo de las Américas, Washington D. C., Estados Unidos.

## Premios y distinciones
- 1977 Primer Premio de Pintura-Pastel. Bienal Internacional de Arte, Valparaíso, Chile.
- 1980 Primer Premio Dibujo. II Salón Nacional de Gráfica, Universidad Católica de Chile.
- 1981 Mención del Jurado Internacional. Bienal de San Juan de Puerto Rico.
- 1981 Primer Premio Pintura. Concurso Colocadora Nacional de Valores, Museo Nacional de Bellas Artes, Santiago.
- 2001 Primer Premio 12 Pintores y 12 Chef, Nestlé y Galería Ana María Matthei, Santiago, Chile.